# Куново (Гостивар)
Куново (мкд. Куново) је насељено место у Северној Македонији, у северозападном делу државе. Куново припада општини Гостивар.

## Географски положај
Насеље Куново је смештено у северозападном делу Северне Македоније. Од најближег већег града, Гостивара, насеље је удаљено 12 km јужно.
Куново се налази у горњем делу историјске области Полог. Насеље је положено на југозападним висовима Суве горе. Надморска висина насеља је приближно 970 метара.
Клима у насељу је планинска.

## Историја
Крајем 19. века у месту је било 40 "бугарашких кућа".
У месту је радила српска народна школа 1872-1877. године. По другом извору радила је од 1879. године. Након прекида обновила је наставу 1898. године. Ту је маја 1900. године пред школским ревизором Јованом Митриновићем из Тетова обављен годишњи испит.

## Становништво
По попису становништва из 2002. године Куново је имало 11 становника.
Претежно становништво у насељу су етнички Македонци (100%).
Већинска вероисповест у насељу је ислам.